# Lyský průsmyk
Lyský průsmyk, slovensky Lyský priesmyk, je průsmyk (456 m n. m.) v jihozápadním cípu geomorfologického celku Javorníky, v části Lysianska brázda.
Průsmyk je sníženinou mezi Javorníky na severu a pohořím Bílé Karpaty na jihu. Vede jím státní hranice se Slovenskem, silnice I. třídy číslo 49 a železniční trať Hranice na Moravě - Horní Lideč - státní hranice - Púchov (v jízdním řádu pro cestující označená číslem 280 na českém území a 125 na slovenském území). Nachází se zde silniční i železniční hraniční přechod, na slovenské straně se nalézá parkoviště.
Nejbližším osídlením na slovenské straně je osada Strelenka (cca 1 kilometr na východ), na české straně pak obec Střelná (asi 2 kilometry na západ). Přes Lyský průsmyk protéká potok Lysky.